# 1135

## Родени
- Конрад Хоенщауфен, немски благородник († 1195 г.)
- Херман IV, маркграф на Баден и Верона († 1190 г.)
- Инге I, крал на Норвегия († 1161 г.)
- Маймонид, алморавидски философ и лекар († 1204 г.)
- Рудолф фон Церинген, германски архиепископ († 1191 г.)

## Починали
- 1 декември – Хенри I, крал на Англия (* 1068 г.)
- Гизела Бургундска, френска благородничка (* 1075 г.)
- Мегинхард I, немски благородник (приблизителна дата)
- Рене, маркиз на Монферат (* 1084 г.)